# Calle Palma
La Calle Palma es una importante vía del centro de Asunción, Paraguay. En su intersección con la calle Chile, se encuentra el Kilómetro Cero de la capital, específicamente en el eje pórtico del Panteón Nacional de los Héroes.

## Historia
De la Palma. Símbolo de la paz en el escudo paraguayo, adoptado por el Congreso Extraordinario de 400 diputados que inició sus deliberaciones el 25 de noviembre de 1842 en la “extinta” iglesia en la Encarnación (sitio del actual estadio “Comuneros”), presidido por el cónsul Carlos A. López. La ley que crea el escudo y la bandera es la más antigua de las que rigen en la actualidad. Esta céntrica arteria se denominó por Decreto del 1º abril de 1849 “calle de la Palma, la que sube a la de Fábrica de Balas”. La calle Palma desde tiempos antiguos ha sido la principal arteria comercial asuncena, con sus clásicas pulperías, sus registros (tiendas), sus boticas (farmacias), y las desaparecidas recovas de gruesos pilares. Ya en la actual centuria, la calle palma fue pavimentada con adoquines de madera, en el tramo comprendido entre Alberdi y 14 de Mayo, que los asuncenos llamaban “petit boulevard”, y era el sitio de reunión de la élite capitalina. Cabe recordar que en la esquina Palma y Alberdi se encontraba la gran Librería de Quell y Carrón; a la media cuadra el “Centro Español”, de grata recordación. En la esquina 14 de Mayo subsiste el suntuoso edificio del antiguo hotel “Hispano Americano”, hoy “Colonial”, que fuera edificado por Benigno López, hermano del Mariscal, para su residencia. En la acera Norte la mentada confitería “Polo Norte”, actual librería “Campo Vía” de la familia Alfonsi; a la media cuadra la bien surtida casa “Rius y Jorba”, lugar ocupado anteriormente por el Banco Central del Paraguay, más allá la Oficina de Cambios, después Banco del Paraguay. En el presente, todo ha cambiado, pero siempre es grato rememorar tiempos pretéritos, con un dejo de nostalgia. (Artículo 4º, inciso B).

## Ubicación
Se inicia en la calle Don Bosco al noroeste y se extiende hasta la calle Independencia Nacional al sureste. Su extensión total es de 12 cuadras, unos 1.200 metros. Paralela a la calle Presidente Franco al noreste y a la calle Estrella al suroeste. Continuación de la misma se denomina Mcal. Estigarribia. Calle Palma desde tiempos pasados ha sido la principal arteria comercial asuncena, y sitio de reuniones frente al Panteón.

## Sitios de interés
- Panteón Nacional de los Héroes
- Palacio Alegre (Ministerio de Hacienda)
- Palacio Benigno López (Ministerio de Relaciones Exteriores)
- Cañas Paraguayas
- Lido Bar